# 兵庫県看護協会
公益社団法人兵庫県看護協会（こうえきしゃだんほうじんひょうごけんかんごきょうかい、英称：Hyogo Nursing Association）は、兵庫県知事所管の兵庫県の看護師を会員とする公益社団法人。

## 本部所在地
- 兵庫県看護協会会館：〒650-0011 兵庫県神戸市中央区下山手通5丁目6番24号

## 訪問看護ステーション
- 出石訪問看護ステーション 
  - 〒658-0263　豊岡市出石町福住1302番 出石健康福祉センター内
- 神戸訪問看護ステーション
  - 〒650-0011　神戸市中央区下山手通5丁目6-24 兵庫県看護協会会館1階
- 尼崎訪問看護ステーション
  - 〒661-0012　尼崎市南塚口町1丁目26-28 南塚口ビル本館402号